# Patto (groupe de rock)
Ne doit pas être confondu avec Patto.
Patto est un groupe de rock des années 1970.
Fondé à Londres par le chanteur Mike Patto avec le guitariste et joueur de vibraphone Ollie Halsall, le bassiste Clive Griffiths et le batteur John Halsey.

## Biographie
En 1970, le groupe Patto est formé par des membres de Timebox. Le groupe signe un contrat avec le label Vertigo nouvellement formé. Il enregistre son premier album éponyme avec Muff Winwood comme producteur.
En décembre 1971, Patto retourne en studio pour enregistrer leur deuxième album, Hold Your Fire. À la suite de la publication de l’album, qui reste très confidentiel au niveau des ventes, Patto se voit évincés du catalogue Vertigo. Malgré les mauvaises ventes de disques, les membres sont connus pour être un groupe passionnant sur scène. Grâce à des relations en Angleterre, Muff Winwood fait signer le groupe sur Island records. Ils enregistrent, pour ce nouveau label, l'album Roll 'em Smoke 'em Put Another Line Out en 1972.
En 1973, le groupe démarre l’enregistrement d’un quatrième album. Mike Patto écrit des chansons moins cyniques que le matériel habituel de Patto et ce, dans une direction plus commerciales. L'album qui en résulte, Monkey's Bum, n'est pas publié. Chaque membre est maintenant impliqué dans d'autres projets, Mike Patto choisi de dissoudre Patto pour former Boxer avec Ollie Halsall. L’album sera publié en 1995 par le label indépendant Audio Archives

## Discographie

### Albums studio
- 1970 – Patto
- 1971 – Hold Your Fire
- 1972 – Roll `em Smoke `em Put Another Line Out
- 1995 – Monkey's Bum ( Enregistré en 1973 mais inédit jusqu'en 1995 )

### Enregistrement public
- 2000 – Warts and All

## Référence
- (en) Cet article est partiellement ou en totalité issu de l’article de Wikipédia en anglais intitulé « Patto » (voir la liste des auteurs).